# Kalophrynus baluensis
Kalophrynus baluensis es una especie  de anfibios de la familia Microhylidae.

## Distribución geográfica
Se encuentra en Malasia.